# Giro delle Fiandre 1973
Il Giro delle Fiandre 1973, cinquantasettesima edizione della corsa, fu disputato il 1º aprile 1973, per un percorso totale di 260 km. Fu vinto dal belga Eric Leman, al traguardo con il tempo di 6h10'00", alla media di 41,513 km/h, davanti ai connazionali Freddy Maertens e Eddy Merckx.
I ciclisti che partirono da Gand furono 174; coloro che tagliarono il traguardo a Meerbeke furono 37.

## Ordine d'arrivo (Top 10)
| Pos. | Corridore           | Squadra     | Tempo    |
| ---- | ------------------- | ----------- | -------- |
| 1    | Eric Leman          | Peugeot     | 6h17'00" |
| 2    | Freddy Maertens     | Flandria    | s.t.     |
| 3    | Eddy Merckx         | Molteni     | s.t.     |
| 4    | Willy De Geest      | Rokado      | s.t.     |
| 5    | Joop Zoetemelk      | Gitane      | a 45"    |
| 6    | Walter Godefroot    | Flandria    | a 51"    |
| 7    | Frans Verbeeck      | Watney-Maes | s.t.     |
| 8    | Herman Van Springel | Rokado      | s.t.     |
| 9    | Patrick Sercu       | Brooklyn    | s.t.     |
| 10   | Willy In 't Ven     | Molteni     | a 1'23"  |